# Forêt de varech

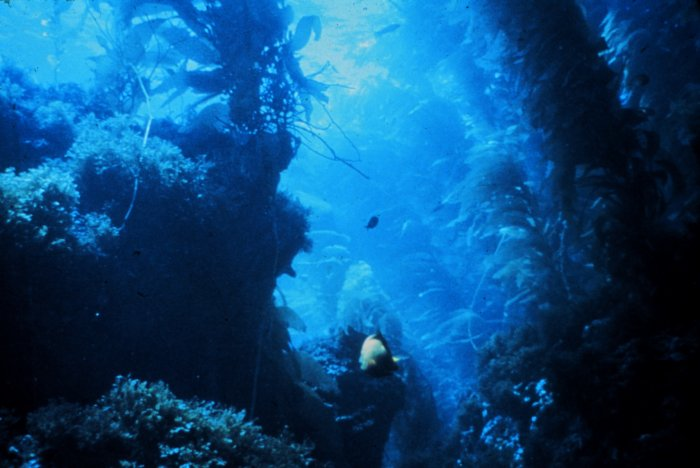
Paysage sous-marin de forêt de varech (Californie).

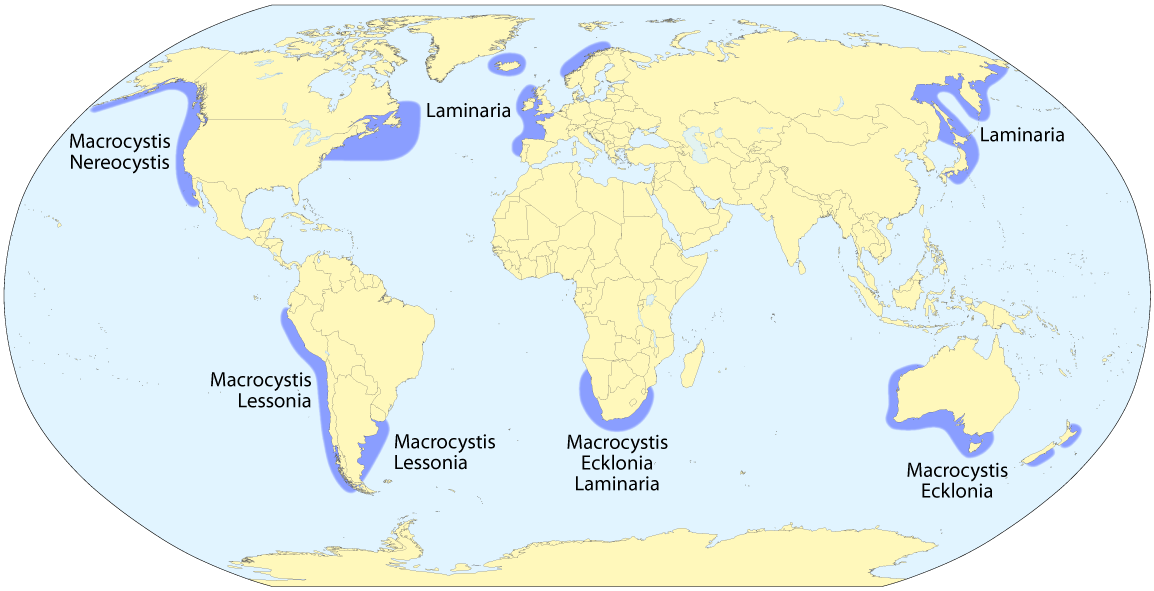
Carte du monde représentant la répartition mondiale des principales forêts de laminaires.

Une forêt de varech (kelp forest en anglais), est une zone sous-marine densément peuplée de laminaires, et par extension d'autres macroalgues regroupées sous l'appelation vernaculaire imprécise de « varech » ou « kelp ». Il s'agit d'algues brunes poussant dans des eaux de climats tempérés et arctiques, sur des substrats solides, tels que des substrats rocheux. Ces vastes peuplements sous-marins, notamment par la taille imposante des macroalgues qui les composent, procurent un habitat unique à bon nombre d'espèces marines. Certaines de ces zones figurent parmi les écosystèmes les plus productifs et diversifiés de la planète,,.

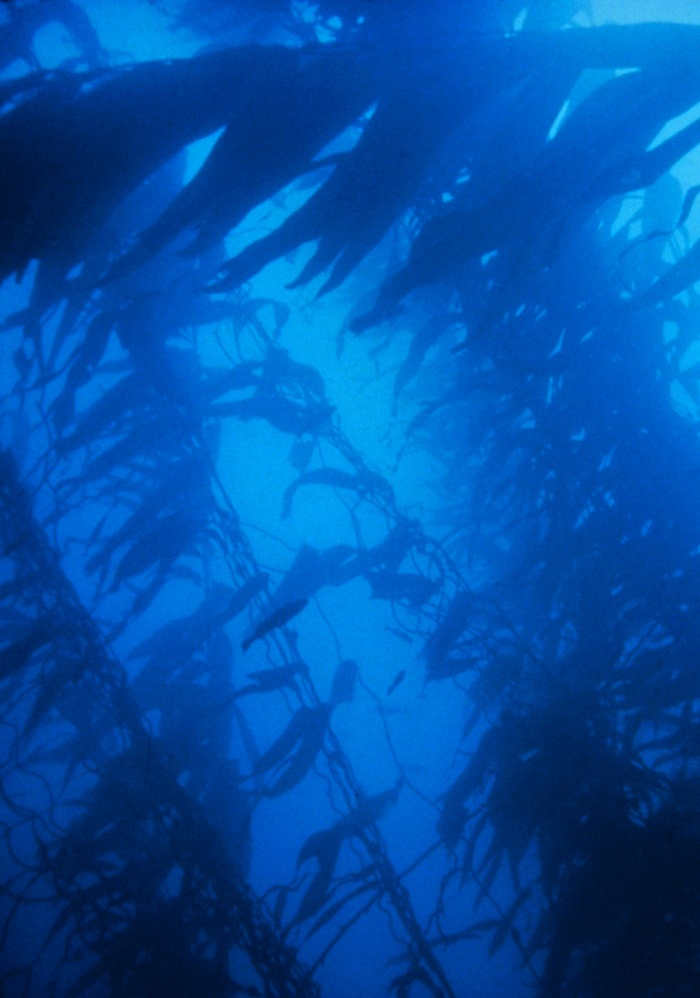
Forêt californienne de varech

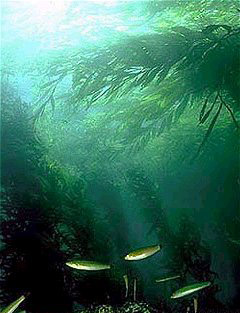
Forêt de varech

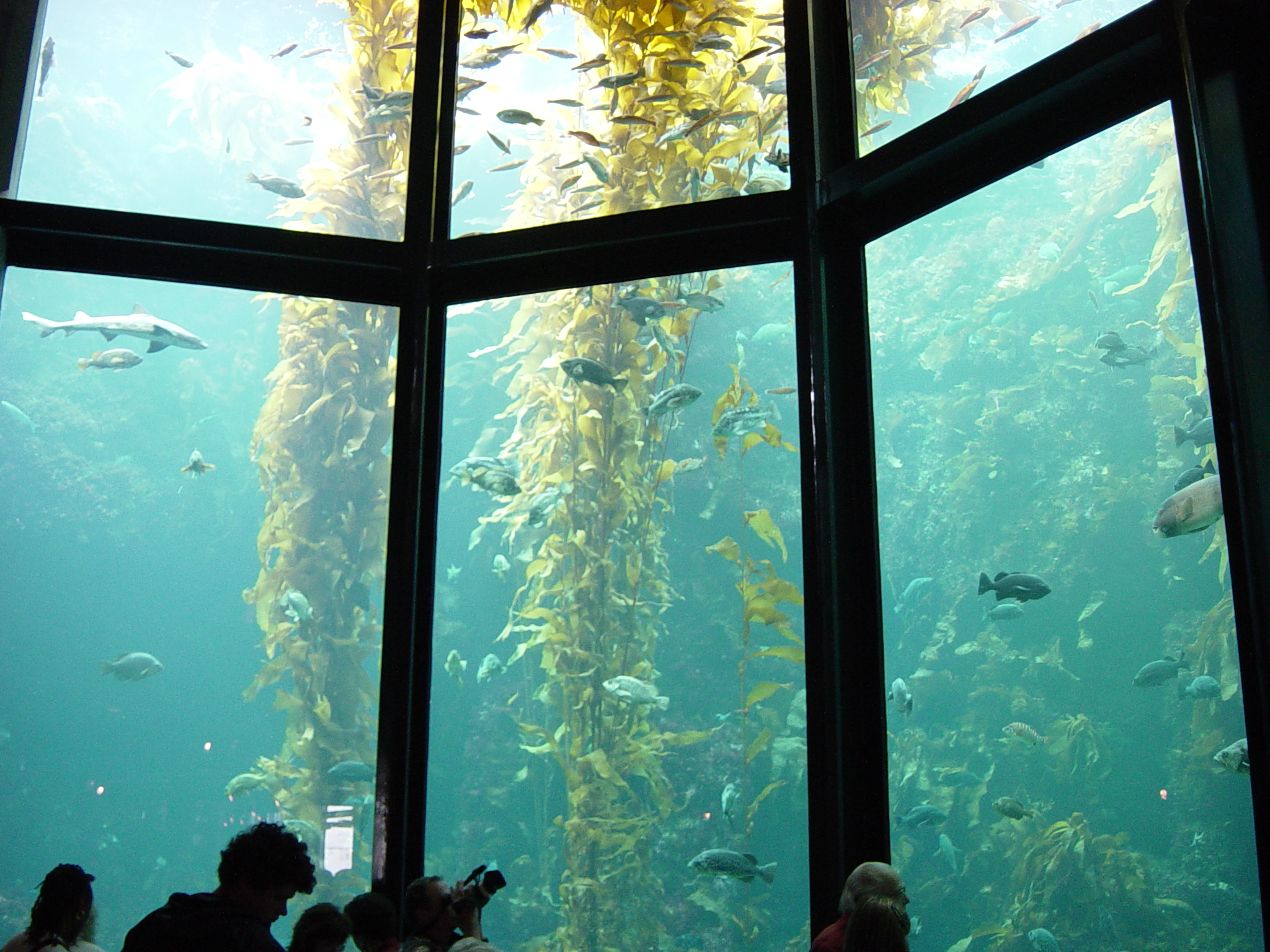
Évocation en aquarium public d'une forêt de varech (Aquarium de Monterey, Californie)

On trouve des forêts de varech près des côtes des océans tempérés et polaires. Toutefois, en 2007, on en a découvert dans les eaux tropicales de l'Équateur.
Au cours du dernier siècle, ces habitats uniques ont fait l'objet de recherches approfondies, particulièrement en écologie trophique, et continuent de générer des idées pertinentes à la compréhension générale des écosystèmes. Par exemple, les forêts de varech peuvent influencer les courants marins côtiers et rendent de nombreux services écologiques.
Cependant, l'activité anthropique a souvent contribué à la dégradation des forêts sous-marines. Parmi les principales menaces se trouve la surpêche des écosystèmes côtiers, qui peut supprimer la régulation naturelle des populations d'herbivores et entraîner en un broutement intensif des varech et autres algues. Il peut rapidement en résulter des zones presque totalement dénudées de végétation (voir p. ex. les landes à oursins (en)).

## Architecture et composition
L'architecture d'une forêt marine dépend de la ou les espèces qui la dominent et influence les espèces associées qui définissent la communauté. Voici l'exemple d'une forêt de laminaires, qui comprend trois guildes occupées par du varech et deux autres occupées par d'autres algues:

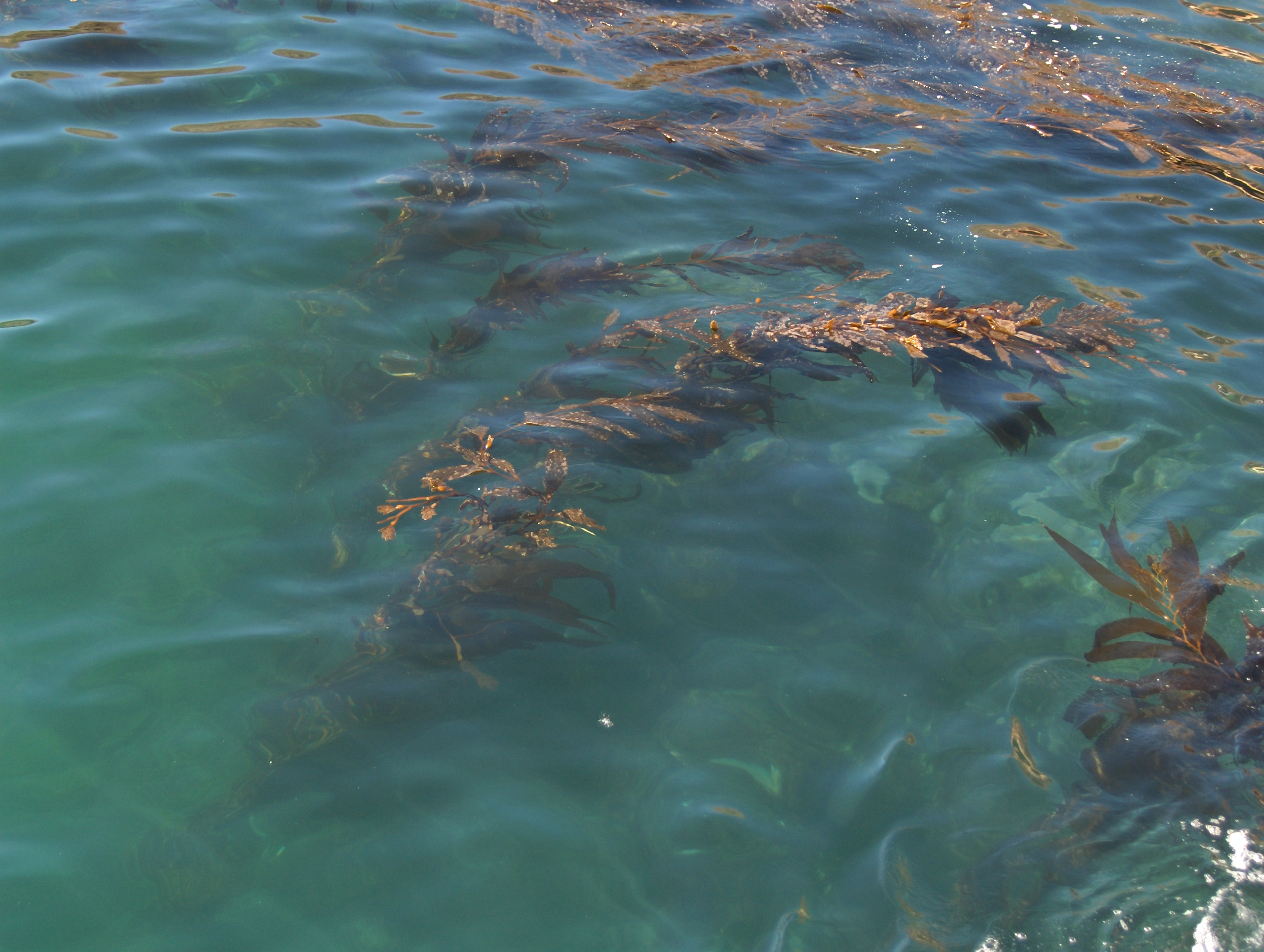
La canopée d'une forêt marine, ici formée par Macrocystis

- des laminaires de la canopée qui peut être flottante, qui comprend les plus grandes espèces d'algues (p. ex. Macrocystis pouvant atteindre plus de 45 m de hauteur, Alaria). Caractérisées par un stipe flexible et une fronde pourvue de pneumatocystes, elles atteignent fréquemment la surface[10] ;
- les laminaires de l'étage stipité, qui comprend des espèces dressées s'élevant à quelques mètres au-dessus du fond. Caractérisées par un stipe rigide, elles sont représentées par plusieurs espèces qui peuvent former de denses bosquets (p. ex. Laminaria, Ecklonia, Eisenia…) ;
- les laminaires prostrées, qui comprennent les espèces dotées d'une fronde qui recouvre le substrat et qui demeurent près du fond (p. ex. Laminaria et Saccharina) ;
- l'assemblage benthique, formé d'autres espèces d'algues (filamenteuses, « foliées », corallines articulées) et d'organismes sessiles ;
- les algues encroûtantes (corallines).

Les espèces composant les forêts de laminaires varient et peuvent cohabiter. Les algues du genre Laminaria dominent les forêts sous-marines des deux côtés de l'océan Atlantique, de même que celles des côtes chinoise et japonaise. Macrocystis pyrifera, aussi connu sous le nom de varech géant (giant kelp), est une espèce qui forme ce type d'écosystème dans plusieurs régions du monde, dont le nord-est du Pacifique, le sud de l'Amérique du Sud, l'Afrique du Sud, l'Australie, la Nouvelle-Zélande et plusieurs îles de l'Océan Austral. Des espèces du genre Ecklonia dominent aussi quelques forêts en Australie, en Nouvelle-Zélande, en Afrique du Sud et autour de quelques îles subantarctiques.
La stratification verticale forme un système de micro-environnements similaires à ceux retrouvés en forêt terrestre, avec une canopée ensoleillée, un milieu partiellement abrité, et un plancher ombragé. Chaque guilde possède ses organismes associés dont l'assemblage peut varier en fonction de la morphologie du varech,,. Par exemple, dans les forêts californiennes de Macrocystis pyrifera, le nudibranche Melibe leonina et l'amphipode Caprella californica sont étroitement associés à la canopée en surface; les poissons Brachyistius frenatus et Sebastes spp. se retrouvent au sein de l'étage stipité; des ophiures et des gastéropodes Tegula spp. sont associés aux crampons des algues tandis que divers herbivores tels des oursins et des ormeaux vivent sous la canopée prostrée; plusieurs étoiles de mer, hydroïdes et poissons benthiques vivent au sein de l'assemblage benthique; des coraux solitaires, des gastéropodes variés et des échinodermes vivent sur les corallines encroûtantes. De plus, des poissons pélagiques et des mammifères marins sont vaguement associés à ces forêts de laminaires, se tenant la plupart du temps aux bords de l'écosystème lorsqu'ils viennent se nourrir d'organismes résidents.

## Croissance
Ces algues géantes peuvent vivre dans la zone infra-littorale jusqu’à 30 mètres de profondeur et peuvent atteindre une taille record de 60 mètres. Elles poussent d’environ 3 à 5 centimètres par jour. Elles peuvent donc avoir une taille comparable à celle des arbres terrestres et dominent la côte californienne .
Le varech a besoin de substrats solides, par exemple un fond rocheux, afin de se cramponner et résister au fort courant. Il est primordial qu’il y ait assez de lumière pour que même les jeunes plants puissent y avoir accès afin d’assurer leur croissance et le renouvellement des individus. La croissance sera limitée, entre autres, par l’apport de nutriments, particulièrement l’azote . Une eau chaude tropicale n’est pas propice à la dispersion du varech car elle a une quantité insuffisante de minéraux. Cependant, dans certains endroits où l’eau est généralement plus chaude, une remontée d’eau profonde et froide riche en nutriments vient compenser cette carence en azote.

## Production primaire nette
Dans un habitat dominé par le varech, les lames érodées forment de 30 à 40 % de la production primaire nette et plusieurs facteurs peuvent influencer cette production. Premièrement, le mouvement de l’eau doit être suffisamment puissant afin d’entraîner avec lui les débris et amener les nutriments essentiels à ces algues géantes. Par la suite, la lumière est aussi très importante afin de permettre la photosynthèse. Fait intéressant, les algues peuvent moduler leur quantité totale de pigments et la proportion de ceux-ci dans la lame selon les différents pigments nécessaires à la photosynthèse. Ces ajustements permettent qu’une photosynthèse faite à 11 mètres de profondeur n’ait pas un rendement si différent de celle à 5 mètres. Des phénomènes météorologiques tels qu'El Niño peuvent également influencer annuellement l’état des forêts de varech en modifiant la dynamique des courants marins. Le manque de nutriments et la destruction par des forces mécaniques, comme les vagues engendrées par des ouragans, vont avoir une incidence sur la croissance des algues, car dans une tempête, une algue détachée de son substrat avec ses 60 mètres de long, peut en arracher d’autres sur son passage et ainsi détruire une grande partie de la forêt.

## Écologie
« Le nombre de créatures vivantes de tout ordre dont l'existence dépend intimement des forêts d'algues est merveilleux. Je ne peux que comparer ces grandes forêts aquatiques avec celles terrestres des régions intertropicales. Pourtant, si dans un pays une forêt était détruite, je ne crois pas qu'autant d'espèces animales périraient qu'ici, à cause de la destruction des algues. »

— Charles Darwin, Le Voyage du Beagle
Ces forêts marines sont réputées être l'un des habitats et écosystèmes les plus productifs et dynamiques de la planète car elles offrent une multitude d’habitats, en raison de leur grande variance tridimensionnelle. Elles constituent un habitat particulièrement apprécié de la loutre de mer.
Les grandes algues brunes sont dites espèce fondatrice et espèce clé de voûte. Elles forment des oasis sous-marines. Dans l'estran, elles protègent de la lumière et de la déshydratation. Elles abritent les invertébrés fixés au substrat, et une communauté microbienne dont la nature et l'importance est comparable au microbiote intestinal et cutané des humains. Leur activité de photosynthèse est très importante, car on estime leur surface équivalente à la forêt amazonienne, pour des productivités de recyclage des équivalents carbone et d'émission d'oxygène deux fois supérieures. -.
L'état de santé d'une forêt de varech dépend de l'équilibre du réseau trophique complexe qu'elle abrite.

### Pression d'herbivorie

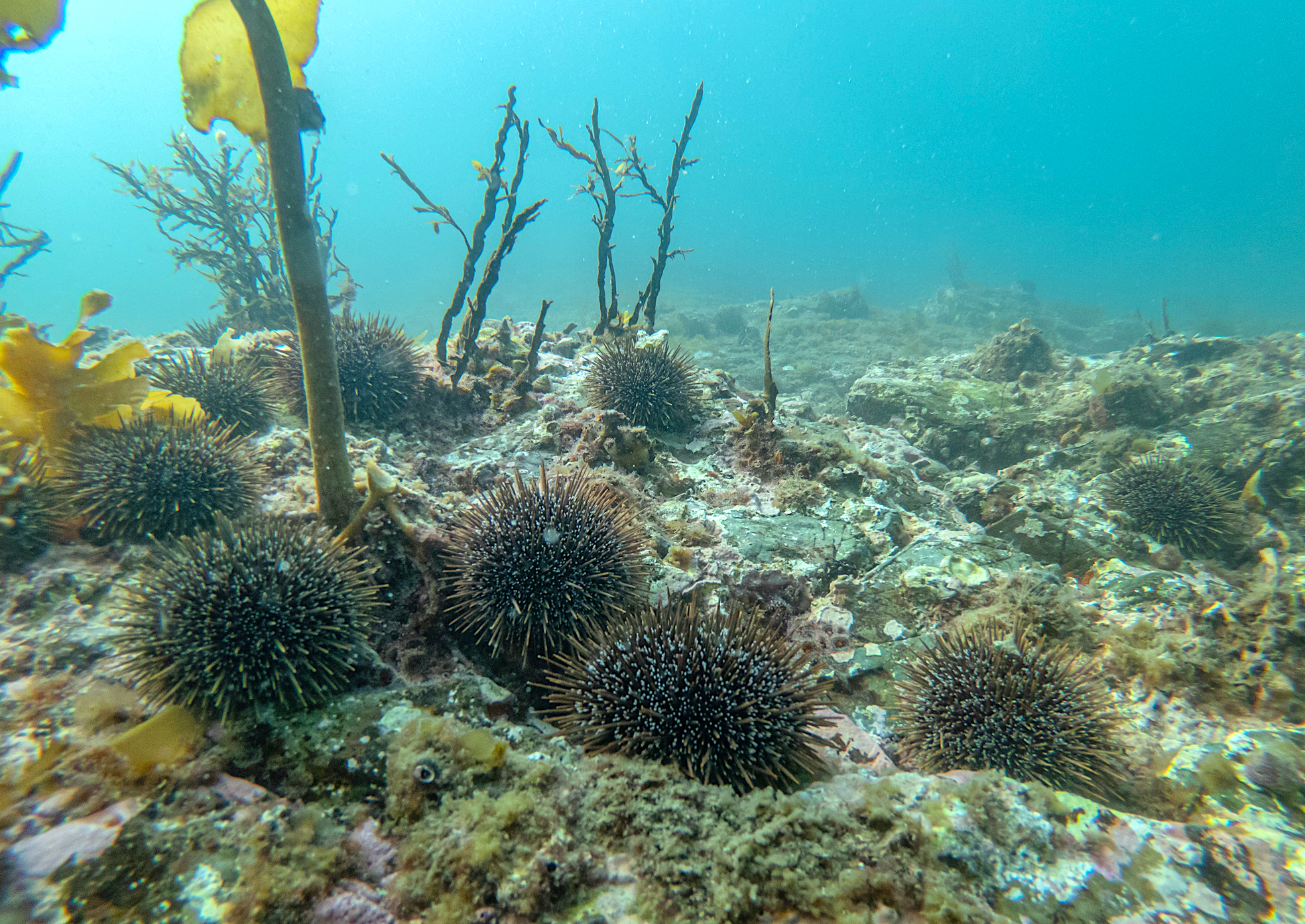
Prolifération d'oursins Kina dénudant une forêt de varech dans le golfe de Hauraki en Nouvelle-Zélande

L’herbivore le plus redoutable des forêts de varech est l’oursin. Lorsque leur nombre est faible, les oursins vivent dans des crevasses, cachés des prédateurs, et se nourrissent des débris produits par le varech. Cependant, lorsque leur nombre augmente, ils sortent des crevasses et s’agglomèrent autour des stipes. En peu de temps, ils les mangent et le varech sont détachés du substrat par leur base. Aussi, si les algues sont petites, les oursins vont manger l’algue au complet. La destruction est alors entamée. À Point Loma, en Californie, la forêt sous-marine est passée de 15,5 km2 à 0,22 km2 de 1911 à 1960 à cause de la pression d'herbivorie des oursins.
Ces invasions d'oursins peuvent être dues à la disparition de leurs prédateurs (loutre de mer en Californie) ou à la suppression d'autres sources alimentaires, comme les algues dérivantes en Australie.

### Origine anthropique de la détérioration des forêts de varech
La surabondance des oursins a dans certains cas une origine anthropique. En effet, la surpêche (et d'autres facteurs tels que le changement climatique) a mené à une diminution considérable des stocks de poissons mais aussi d'espèces qui se nourrissent de poissons, comme des oiseaux marins et des mammifères marins (notamment des pinnipèdes tels que les phoques). Tous ces animaux font partie des proies principales des orques (Orcinus orca), qui, en réponse à la diminution du nombre de leurs proies habituelles, ont trouvé une autre proie : la loutre (Enhydra lutris). Les populations de loutres ont ainsi fortement diminué  à leur tour. Ceci a causé la prolifération des oursins dont se nourrissent les loutres, et cause donc la dégradation de cet habitat riche et important pour plusieurs espèces qu’est le varech.

### Interactions durablesentre loutres et forêts de varech

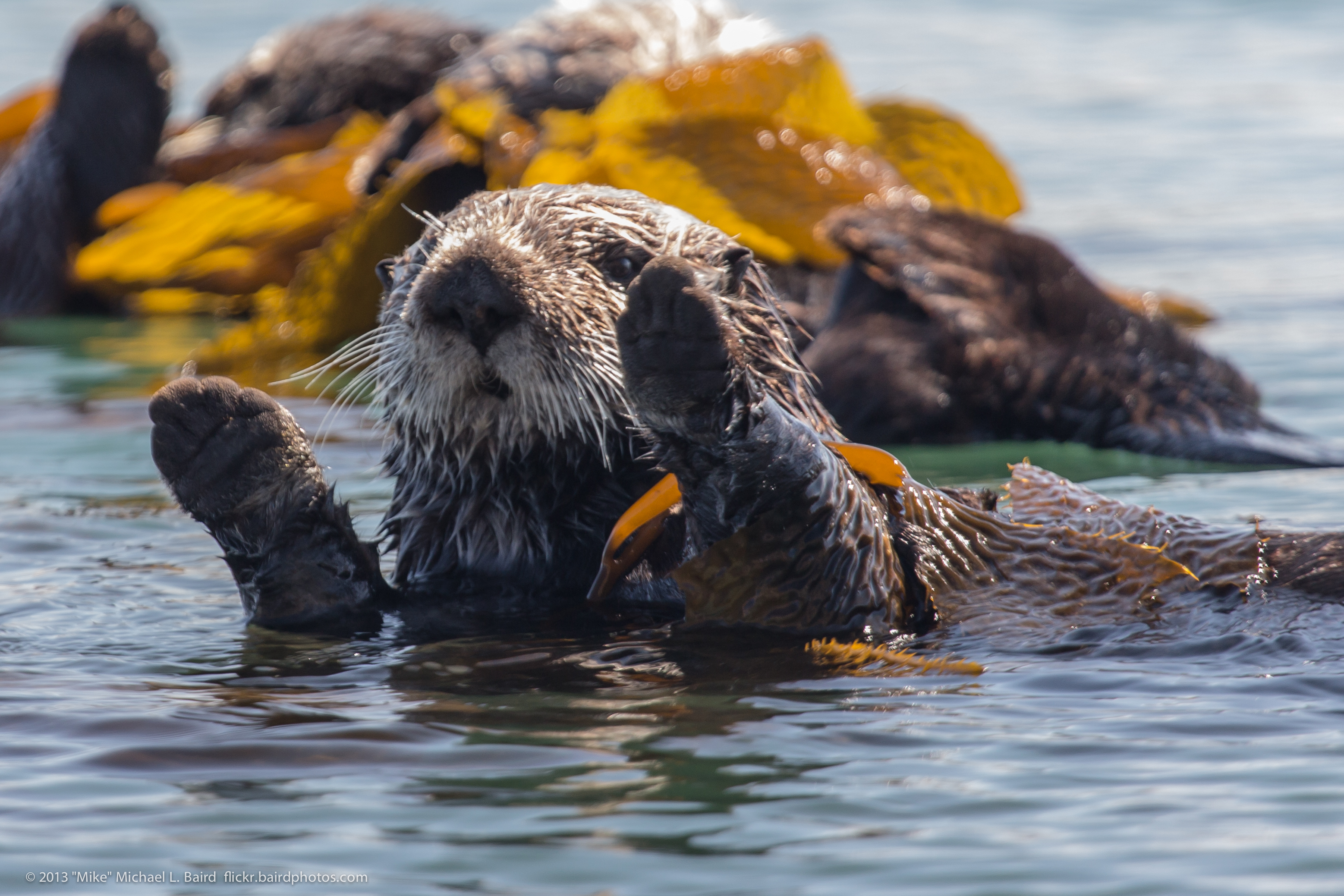
Loutre de mer au milieu du varech à Morro Bay en Californie

Ces algues permettent aux loutres de ne pas dériver quand elles s'endorment ou se reposent. Elles y jouent avec leurs petits, et s'enveloppent volontiers dans les feuilles flottantes de surface, ce qui semble les protéger des tempêtes et des courants. Elles trouvent dans cet écosystème une abondante nourriture. La loutre de mer n'est cependant pas strictement inféodée aux forêts de varech. Des groupes de loutres vivent dans des zones dépourvues de varech.
Des biologistes marins ont montré que la loutre de mer avait un impact très favorable sur l’extension de certaines forêts de varech ; les loutres mangent en effet énormément d’oursins, qui sont des brouteurs du varech. Là où les loutres sont encore présentes ou là où elles reviennent, le varech se porte mieux et ses forêts se développent, permettant à toutes sortes d’animaux de s’y développer. Là où les loutres sont absentes, les forêts de varech sont dégradées et plus restreintes.

## Hypothèse de la forêt de varech
En 2007, l'archéologue Jon M. Erlandson (en) émet l'hypothèse de la forêt de varech, ou autoroute du kelp : le premier peuplement de l'Amérique serait arrivé par la côte ouest il y a 17 000 ans en suivant les forêts de varech à la base de chaînes trophiques complexes (abondance de coquillages, de mammifères marins, d'oiseaux de mer), apportant aux colons une alimentation suffisante,,s.